# Roc de la Gralla
El Roc de la Gralla és una muntanya de 1.175 metres que es troba al municipi d'Alàs i Cerc, a la comarca de l'Alt Urgell.